# Argyris Sfountouris
Argyris N. Sfountouris (griechisch Αργύρης Σφουντούρης, * 6. September 1940 in Distomo, Griechenland) ist ein griechisch-schweizerischer Physiker, Lehrer, Dichter, Übersetzer und Entwicklungshelfer. Bekannt wurde der Überlebende des Massakers von Distomo durch seinen jahrzehntelangen Kampf um Anerkennung der Kriegsverbrechen durch den deutschen Staat und die Entschädigung der Opfer (Sühne und Aussöhnung).

## Werdegang und Leistungen

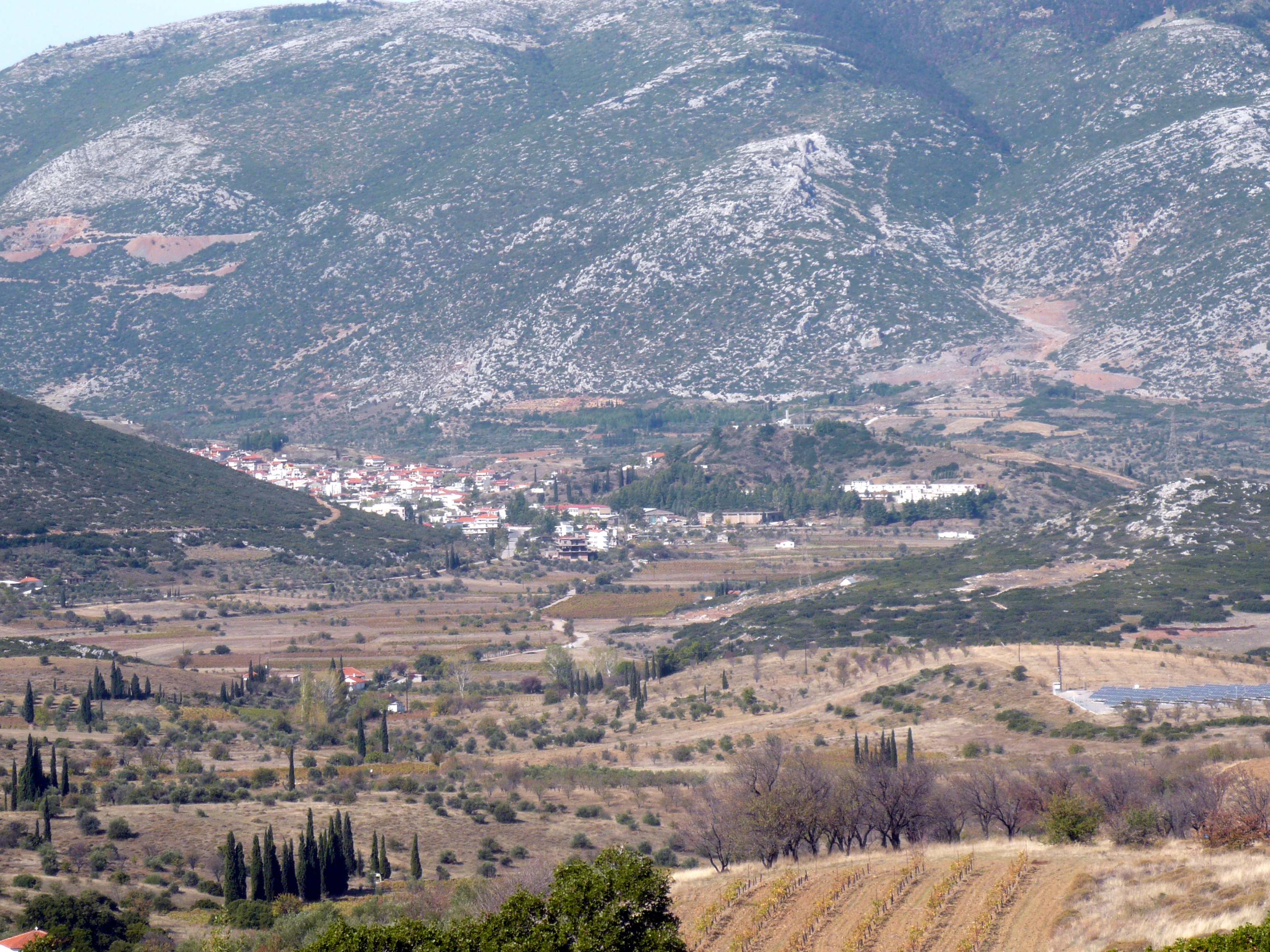
Dorf und Umgebung von Distomo (2009)

Argyris Sfountouris kam als erster Sohn und jüngstes von vier Geschwistern zur Welt. Traditionsgemäß erhielt er den Vornamen seines Großvaters. Im vorletzten Kriegsjahr des Zweiten Weltkrieges, am 10. Juni 1944, wurden seine Eltern und 30 weitere Familienangehörige beim Massaker von Distomo wie insgesamt etwa 200 Einwohner des Ortes bei der Racheaktion einer SS-Spezialdivision für bei Kämpfen mit Partisanen umgekommene deutsche Soldaten ermordet. Sfountouris, seine Schwestern sowie seine Großeltern überlebten dieses Kriegsverbrechen. Die folgenden beiden Jahre lebte er bei den Großeltern, entwickelte aber ein wohl psychisches Magenproblem, das ihn hinderte normal zu essen. Der sechsjährige Junge wurde daraufhin von seinem Großvater in ein Waisenhaus für Jungen nach Piräus gebracht und lebte dort zunächst wie mehr als tausend weitere Kriegswaisen, später kam er in ein Kinderheim in Athen. Obwohl er in Piräus schon als gesundheitlich fast hoffnungsloser Fall eingestuft worden war, überlebte er diese Zeit. Im Alter von achteinhalb Jahren kam er 1949 zusammen mit weiteren griechischen Waisenkindern in das Kinderdorf Pestalozzi im schweizerischen Trogen, das vom Primarlehrer und späteren Gründer des Schweizerischen Katastrophenhilfekorps, Arthur Bill, geleitet wurde. Hier besserte sich der gesundheitliche Zustand von Sfountouris wieder. Schnell stellte sich die Intelligenz des Jungen heraus, und er besuchte von 1955 bis 1959 die Kantonsschule Trogen. Anschließend studierte er an der ETH Zürich Mathematik, Kernphysik und Astrophysik. Nach dem Studium, das er mit der Promotion abschloss, wurde er Physiklehrer.
Als junger Lehrer an Zürcher Gymnasien begann Sfountouris damit, Gedichte und Essays zu schreiben. Dazu nutzte er die deutsche Sprache, die für ihn zur Muttersprache geworden war. Zudem begann er, griechische Autoren ins Deutsche zu übersetzen, darunter Nikos Kazantzakis, Nikiforos Vrettakos, Konstantinos Kavafis, Giorgos Seferis, Giannis Ritsos und Mikis Theodorakis. Seine Beiträge wie Rezensionen von Büchern oder Nachrufe wurden häufig in der Neuen Zürcher Zeitung, dem Journal du oder dem Tages-Anzeiger veröffentlicht. Nach dem Militärputsch 1967 in Griechenland und der folgenden Diktatur der Obristen engagierte sich Sfountouris von der Schweiz aus gegen die Diktatur. Schon einen Monat nach dem Putsch gehörte er zu den Organisatoren der Kundgebung Gegen die Diktatur in Griechenland. In der von ihm in Zürich herausgegebenen Kulturzeitschrift Propyläa – Zeitschrift für Griechenland wurden in Griechenland verbotene Werke publiziert. 1970 wurde er mit einer Ehrengabe des Zürcher Regierungsrates für sein Engagement ausgezeichnet. Nach der Warnung durch einen Cousin sagte er eine geplante Reise nach Athen kurzfristig ab, sonst wäre Sfountouris in Griechenland, wo er mittlerweile auf einer Schwarzen Liste stand, einer Säuberungsaktion zum Opfer gefallen. Sein Reisepass wurde ihm auf dem Griechischen Konsulat in Zürich auch nicht mehr verlängert. Daraufhin stellte er einen Einbürgerungsantrag in der Schweiz, dem nach 52 Monaten Wartezeit stattgegeben wurde.
Nach der Einbürgerung kam es zu einem weiteren Bruch in Sfountouris' Leben. Er begann ein Nachdiplomstudium für Entwicklung und Zusammenarbeit (NADEL). Anschließend arbeitete er ab 1980 mehrere Jahre als Entwicklungshelfer bei einem Projekt zum Aufbau von Fachhochschulen in Somalia, Nepal sowie Indonesien sowie mit dem Schweizerischen Katastrophenhilfekorps.
Im Zuge der Umbrüche in den Jahren 1989 und 1990, die in der Wiedervereinigung Deutschlands gipfelten, sah Sfountouris das erste Mal seit fast 50 Jahren die Chance auf eine Entschädigung der Opfer des Massakers in seinem Geburtsort Distomo. Zum 50-jährigen Jahrestag des Massakers organisierte er gemeinsam mit der Gemeinde Distomo im Europäischen Kulturzentrum der Stadt Delfi die internationale Tagung für den Frieden, die unter dem Motto Gedenken – Trauer – Hoffnung stand. Offizielle Vertreter Deutschlands nahmen trotz mehrfacher Anfragen nicht an der Tagung teil. Auf Anfrage bei der deutschen Botschaft wegen eines Anspruches auf Entschädigung von Kriegsfolgeschäden erhielt Sfountouris 1995 die Antwort, das Massaker sei eine Maßnahme im Rahmen der Kriegsführung gewesen, womit kein Anspruch auf Entschädigung bestünde. Die Aussage gilt Sfountouris bis heute als die „Lüge von Distomo“. Daraufhin reichte er gemeinsam mit seinen Schwestern in Deutschland Klage ein, parallel erfolgte in Griechenland eine Sammelklage von 290 Überlebenden und Nachfahren der Opfer. Deutsche Gerichte wiesen die Klage in verschiedenen Instanzen mit verschiedenen Gründen ab, im März 2006 wurde eine Verfassungsbeschwerde abgelehnt. In Deutschland herrschte in weiten Kreisen die Angst, es könne andernfalls einen Dammbruch bei Klagen auf Entschädigungen in Zusammenhang mit dem Zweiten Weltkrieg geben. Im Juni 2006 erfolgte als letztes juristisches Mittel eine Beschwerde beim Europäischen Gerichtshof für Menschenrechte in Straßburg, hier wurde die Klage ebenfalls abgewiesen.
Mit den Klagen brachte Sfountouris das Massaker von Distomo in das Bewusstsein einer breiteren deutschen und europäischen Öffentlichkeit. 2006 drehte Stefan Haupt den ausgezeichneten Dokumentarfilm Ein Lied für Argyris. Häufig ist er Interviewpartner für deutschsprachige Medien, insbesondere zum Thema der Aufarbeitung der griechisch-deutschen Vergangenheit, aber auch zu Themen der Eurokrise, von der Griechenland besonders betroffen ist. Als Person wurde Sfountouris einer breiten Öffentlichkeit in Deutschland vor allem durch seinen Auftritt in der Satiresendung  Die Anstalt im März 2015 bekannt, wo er mit einem kurzen Wortbeitrag zu einem völligen Bruch im Ton der Sendung sorgte. In der Schweiz gilt er darüber hinaus als Mittler zwischen griechischer und deutschsprachiger Kultur. 2002 wurde er mit einer Ausstellung und Lesungen in Zürich geehrt. Seit den frühen 1990er Jahren lebt Sfountouris in Athen und Zürich. Distomo besucht er häufig.
2017 nahm er an der documenta 14 in Kassel teil.

## Schriften
- Literatur und Widerstand. Griechenland 1967–1974. Ein Versuch (= Propyläa, Band 15). Juris, Zürich 1974, ISBN 3-260-03719-5.
- Kometen, Meteore, Meteoriten. Geschichte und Forschung. Müller Rüschlikon, Rüschlikon – Stuttgart – Wien 1986, ISBN 3-275-00877-3.
- Das Kinderdorf Pestalozzi in Trogen und sein griechischer Dichter. Bilder aus der Zeit der ersten 25 Jahre. 16 Gedichte von Nikifóros Vrettákos. Haupt, Bern / Stuttgart / Wien 1996, ISBN 3-258-05384-7.
- Trauer um Deutschland. Reden und Aufsätze eines Überlebenden. Hg. von Gerhard Oberlin. Königshausen & Neumann, Würzburg 2015, ISBN 978-3-8260-5821-9.